# GoHands
GoHands est un studio d'animation japonais fondé en août 2008. Il est spécialisé dans la production d’anime.

## Production

### Série télévisée
| Année | Titre                                         | Dates de 1re diffusion | Dates de 1re diffusion | Nb. éps. |
| Année | Titre                                         | Début                  | Fin                    | Nb. éps. |
| ----- | --------------------------------------------- | ---------------------- | ---------------------- | -------- |
| 2009  | Princess Lover!                               | 6 juillet 2009         | 21 septembre 2009      | 12       |
| 2009  | Cheburashka Arere? (ru)                       | 7 octobre 2009         | 31 mars 2010           | 26       |
| 2010  | Seitokai Yakuindomo                           | 4 juillet 2010         | 26 septembre 2010      | 13       |
| 2012  | K                                             | 5 octobre 2012         | 28 décembre 2012       | 13       |
| 2013  | Coppelion                                     | 2 octobre 2013         | 25 décembre 2013       | 13       |
| 2014  | Seitokai Yakuindomo*                          | 4 janvier 2014         | 30 mars 2014           | 13       |
| 2015  | K: Return of Kings                            | 2 octobre 2015         | 25 décembre 2015       | 13       |
| 2017  | Hand Shakers (en)                             | 10 janvier 2017        | 29 mars 2017           | 12       |
| 2019  | W'z (en)                                      | 5 janvier 2019         | 30 mars 2019           | 13       |
| 2021  | Project Scard: Scar on the Praeter (en)       | 8 janvier 2021         | 2 avril 2021           | 13       |
| 2023  | Suki na Ko ga Megane o Wasureta               | 4 juillet 2023         | 3 octobre 2023         | 13       |
| 2023  | Mon chat à tout faire est encore tout déprimé | 8 juillet 2023         | 7 octobre 2023         | 13       |
| 2025  | Momentary Lily(en)                            | 2 janvier 2025         |                        |          |

### Original video animation
| Année | Titre                        | Date(s) de sortie               | Notes       |
| ----- | ---------------------------- | ------------------------------- | ----------- |
| 2011  | Seitokai Yakuindomo          | 15 avril 2011 - 17 octobre 2013 | 8 épisodes  |
| 2012  | See Me After Class (en)      | 23 juin 2012                    |             |
| 2014  | Seitokai Yakuindomo*         | 4 mai 2014 - 17 septembre 2020  | 10 épisodes |
| 2017  | Hand Shakers: Go ago Go (en) | 26 juillet 2017                 |             |
| 2019  | W'z (en)                     | 27 février 2019                 |             |

### Films
| Année | Titre                                   | Date(s) de sortie                  | Notes      |
| ----- | --------------------------------------- | ---------------------------------- | ---------- |
| 2010  | Mardock Scramble: The First Compression | 6 novembre 2010                    |            |
| 2011  | Mardock Scramble: The Second Combustion | 3 septembre 2011                   |            |
| 2012  | Mardock Scramble: The Third Exhaust     | 29 septembre 2012                  |            |
| 2014  | K: Missing Kings                        | 12 juillet 2014                    |            |
| 2017  | Seitokai Yakuindomo Movie               | 21 juillet 2017                    |            |
| 2018  | K: Seven Stories                        | 7 juillet 2018 - 1er décembre 2018 | 6 épisodes |
| 2021  | Seitokai Yakuindomo Movie 2             | 1er janvier 2021                   |            |